# Gewone dwergzesoog
De gewone dwergzesoog (Oonops pulcher) is een spinnensoort die behoort tot de familie dwergcelspinnen (Oonopidae). Het is een zeer kleine spin (tot 2 mm lang), die vrij algemeen voorkomt in Europa, Noord-Afrika en Tasmanië.
De spin is lichtrood gekleurd, met een rood- tot witachtige buik. De spin leeft in vogelnesten, onder stenen en boomschors en soms ook in de webben van Amaurobius- en Coelotes-soorten. De platte, doorschijnende eicocon bevat slechts 2 eieren.
De soort lijkt veel op de huisdwergzesoog (Oonops domesticus), maar deze is vooral binnenshuis te vinden.
De soortaanduiding pulcher is Latijn voor 'mooi' en is gekoppeld aan de ovale ogen.
Er is één ondersoort bekend, Oonops pulcher hispanicus uit Spanje.